# Witalij Celebrowski
Witalij Płatonowicz Celebrowski (ros. Виталий Платонович Целебровский; ur. 20 marca?/1 kwietnia 1854, zm. 1907 lub 1908) – rosyjski generał major Sztabu Generalnego od 6 grudnia 1900.

## Życiorys
Ukończył Nikołajewską Akademię Sztabu Generalnego jako jeden z przodujących.
Był starszym adiutantem sztabu dywizji, młodszym sekretarzem (ros. младший делопроизводитель) kancelarii Wojskowego Komitetu Naukowego Sztabu Głównego (wywiad wojskowy) (03.01.1886 – 9.12.1896), starszym sekretarzem tej kancelarii (09.12.1896 – 30.11.1901).
Sekretarz Wojskowego Komitetu Naukowego Sztabu Głównego (30.11.1901 – 1.05.1903), szef Oddziału do spraw statystyki wojskowej obcych państw Wydziału Statystyki Wojskowej II Zarządu generał-kwatermajstra Sztabu Głównego (01.05.1903 – 9.02.1905).
Stały członek i sekretarz Głównego Komitetu Umocnień (ros. главного крепостного комитета) (od 16.11.1905).

## Nagrody i odznaczenia
- Order Świętej Anny IV klasy i II klasy (w 1895);
- Order Świętego Stanisława III klasy i I klasy (w 1904);
- Order Świętego Włodzimierza III klasy (1903)[1].